# Ordre de l'Aigle de Zambie
L'ordre de l'Aigle de Zambie est la plus haute décoration civile de Zambie. Fondée le 23 octobre 1965, elle se compose de quatre grades : grand commandeur (GCEZ), grand officier (GOEZ), officier (OEZ) et membre (MEZ).